# Bretteville-sur-Odon
Bretteville-sur-Odon är en kommun i departementet Calvados i regionen Normandie i norra Frankrike. Kommunen ligger i kantonen Caen 1er Canton som ligger i arrondissementet Caen. År 2022 hade Bretteville-sur-Odon 4 392 invånare.

## Befolkningsutveckling
Antalet invånare i kommunen Bretteville-sur-Odon
Referens: INSEE

## Galleri

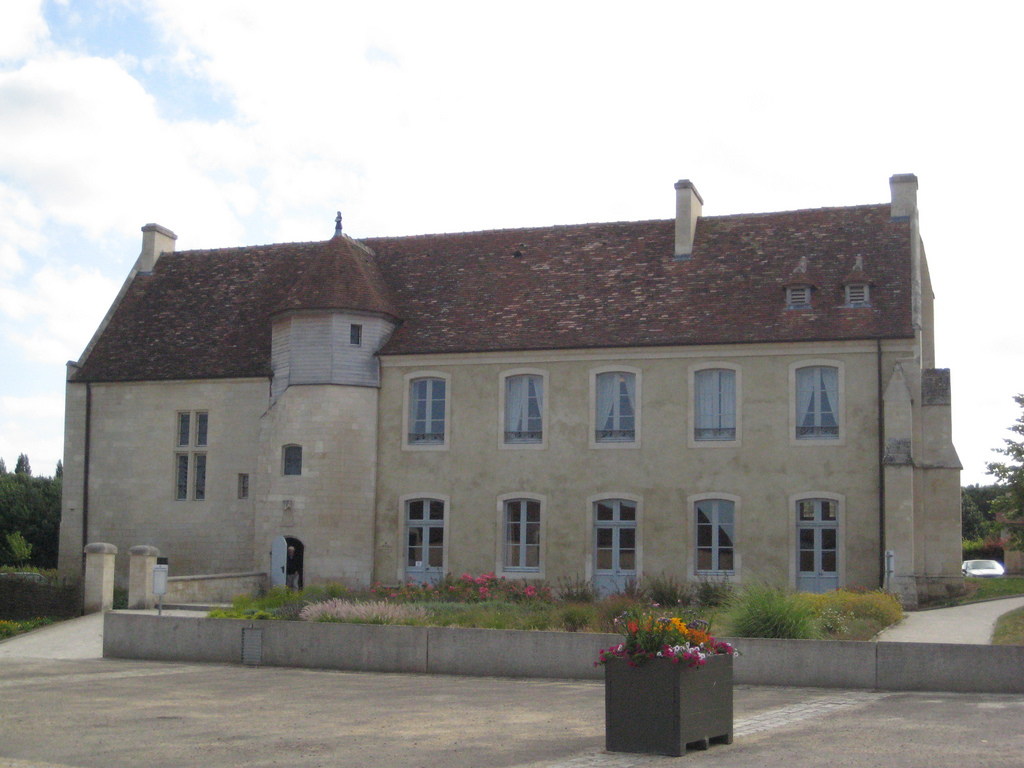
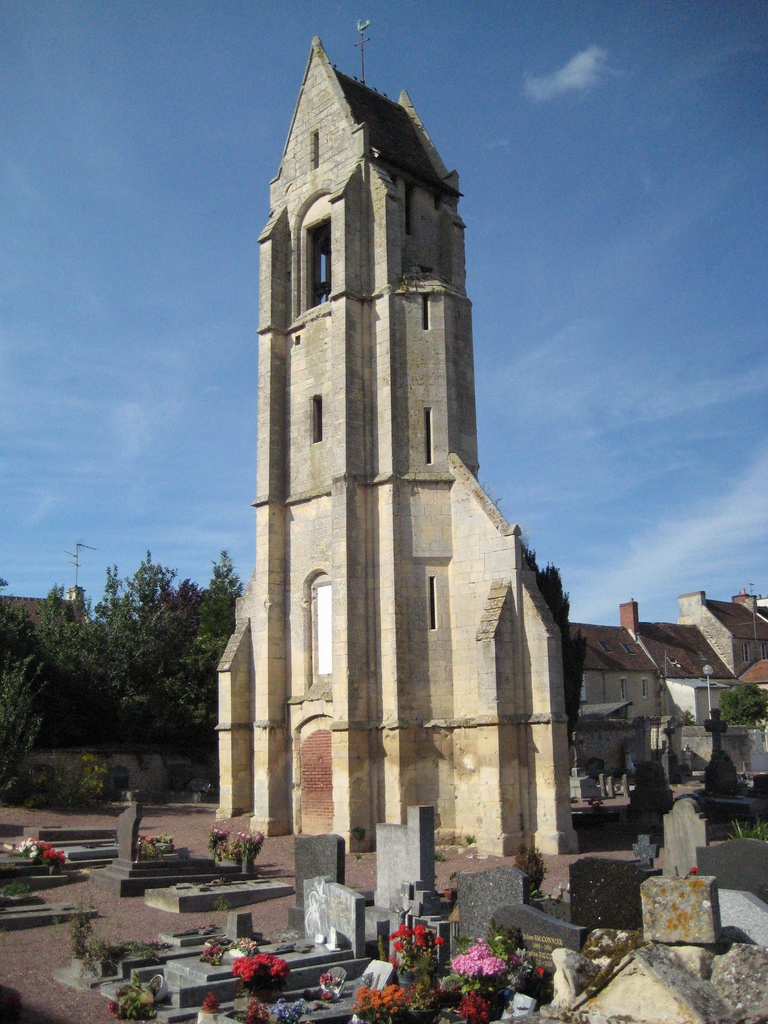
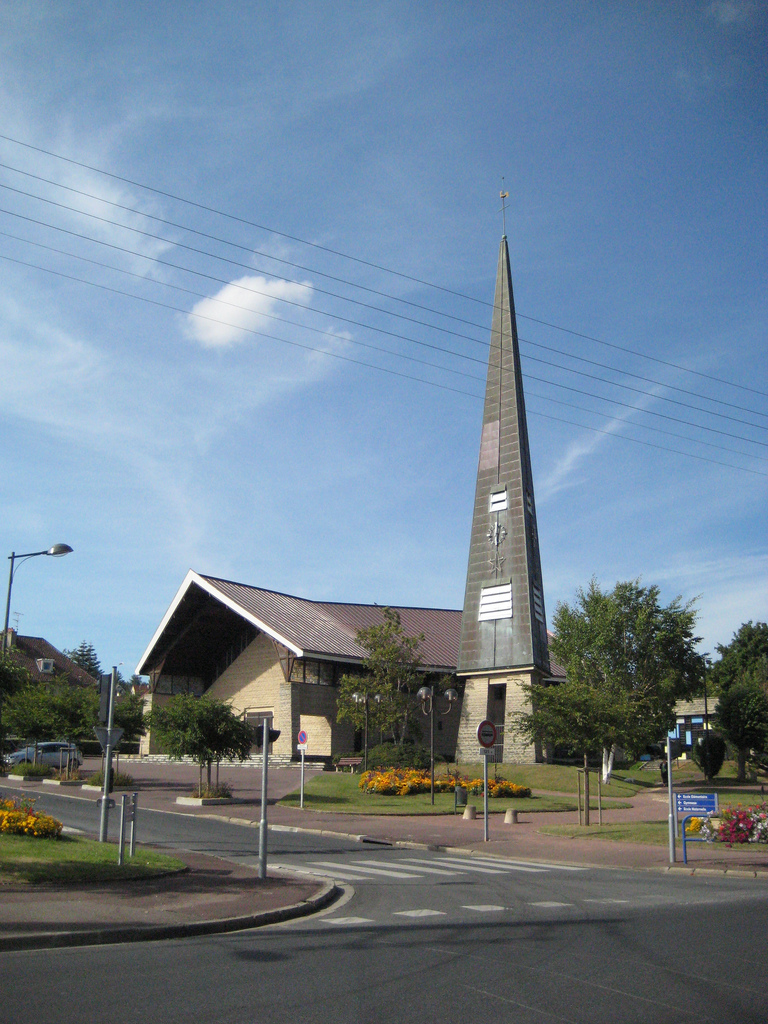
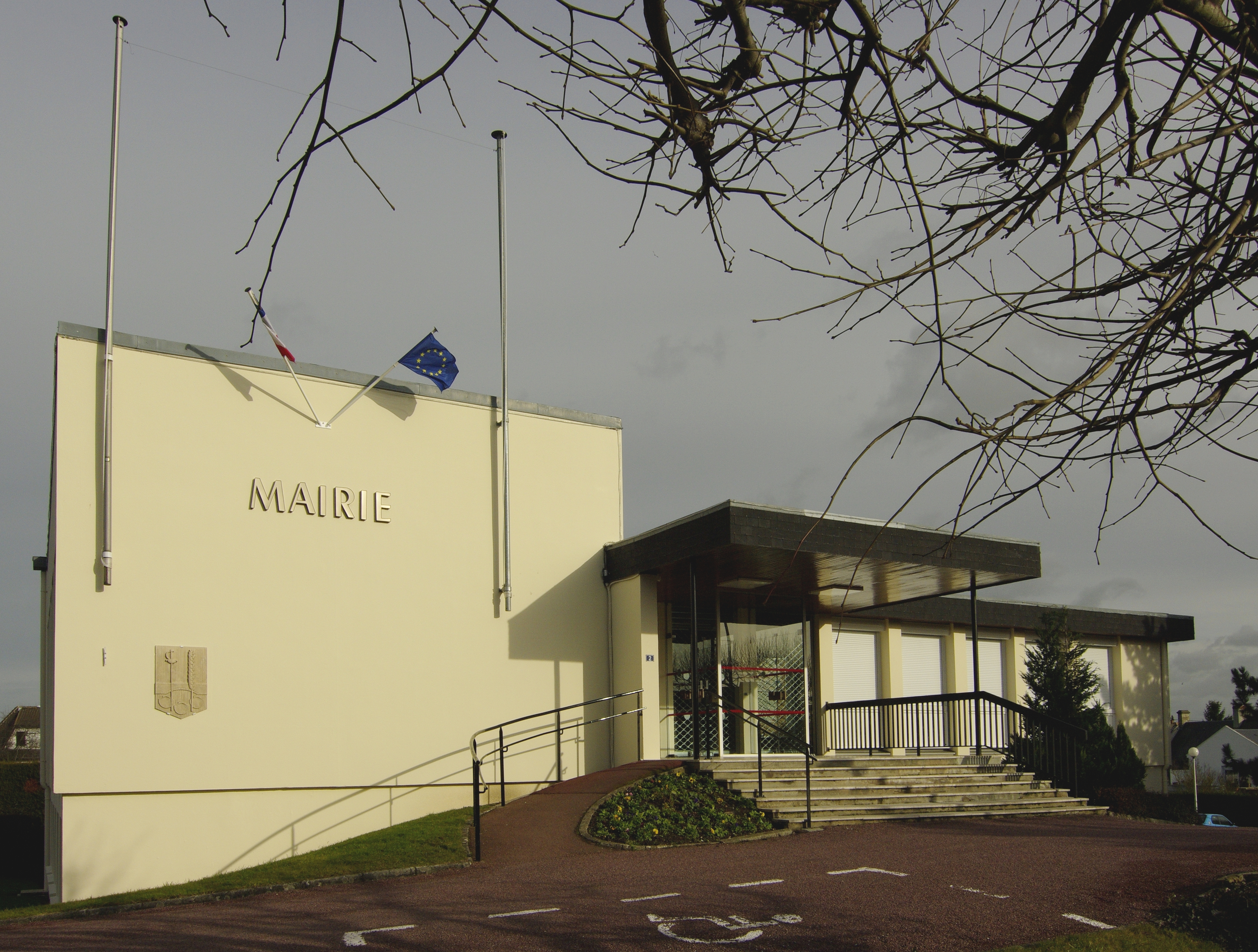